# Bells ledsköldpadda
Bells ledsköldpadda (Kinixys belliana) är en sköldpaddsart som beskrevs av den brittiske zoologen Gray 1831. Kinixys belliana ingår i släktet Kinixys och familjen landsköldpaddor.
Arten förekommer i Afrika från Sudan och norra Somalia till Angola.

## Underarter
Arten delas in i följande underarter:
- K. b. belliana
- K. b. mertensi
- K. b. nogueyi
- K. b. zombensis

## Bildgalleri

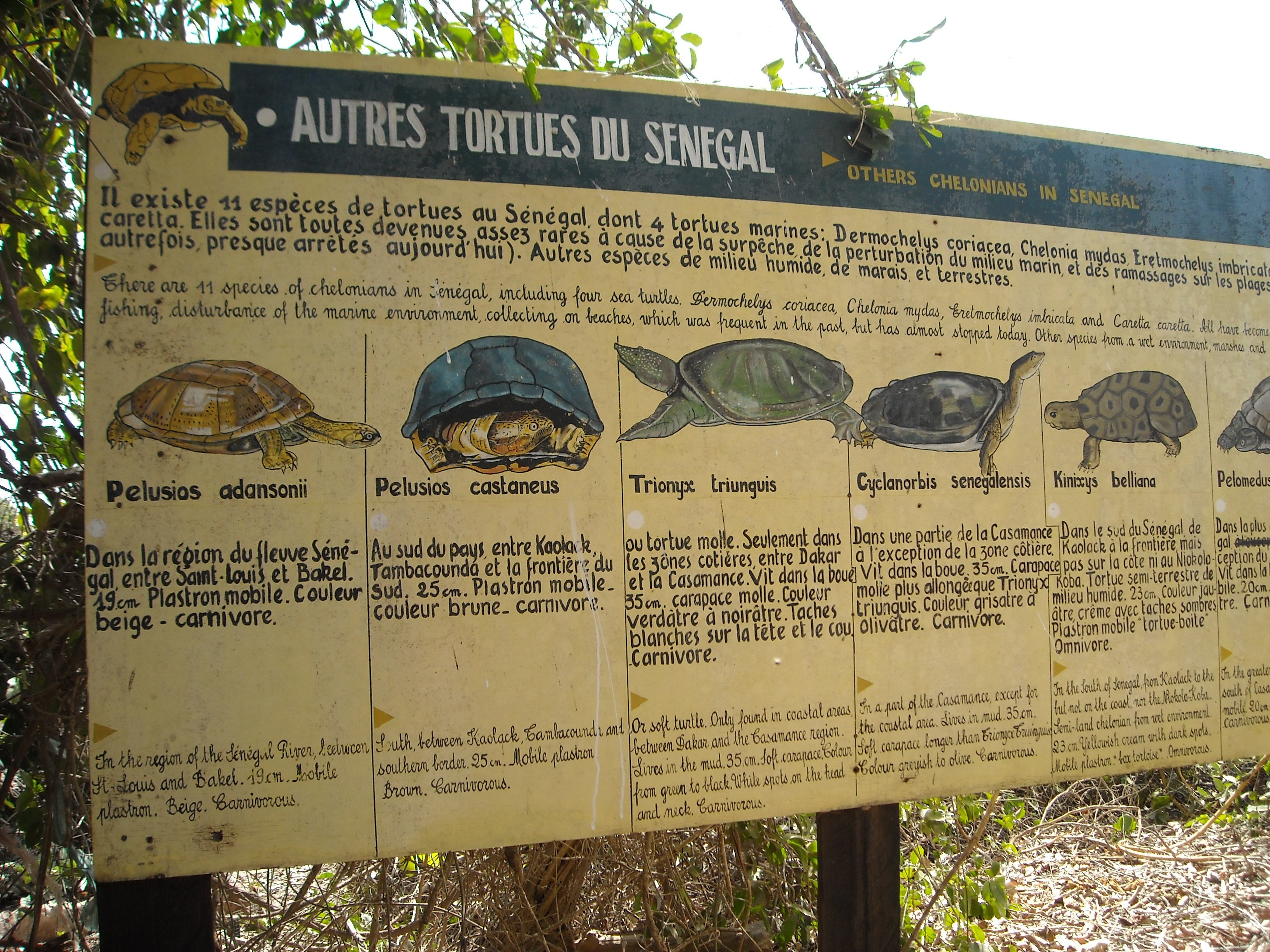
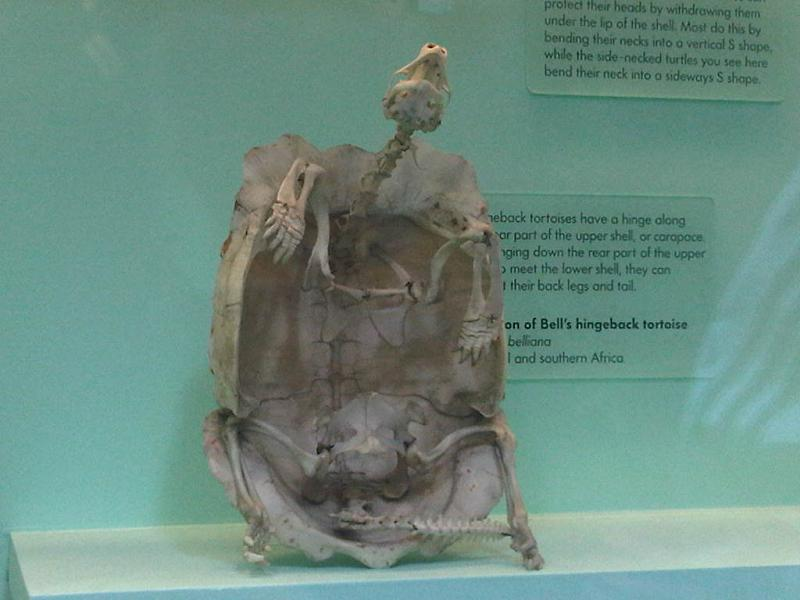
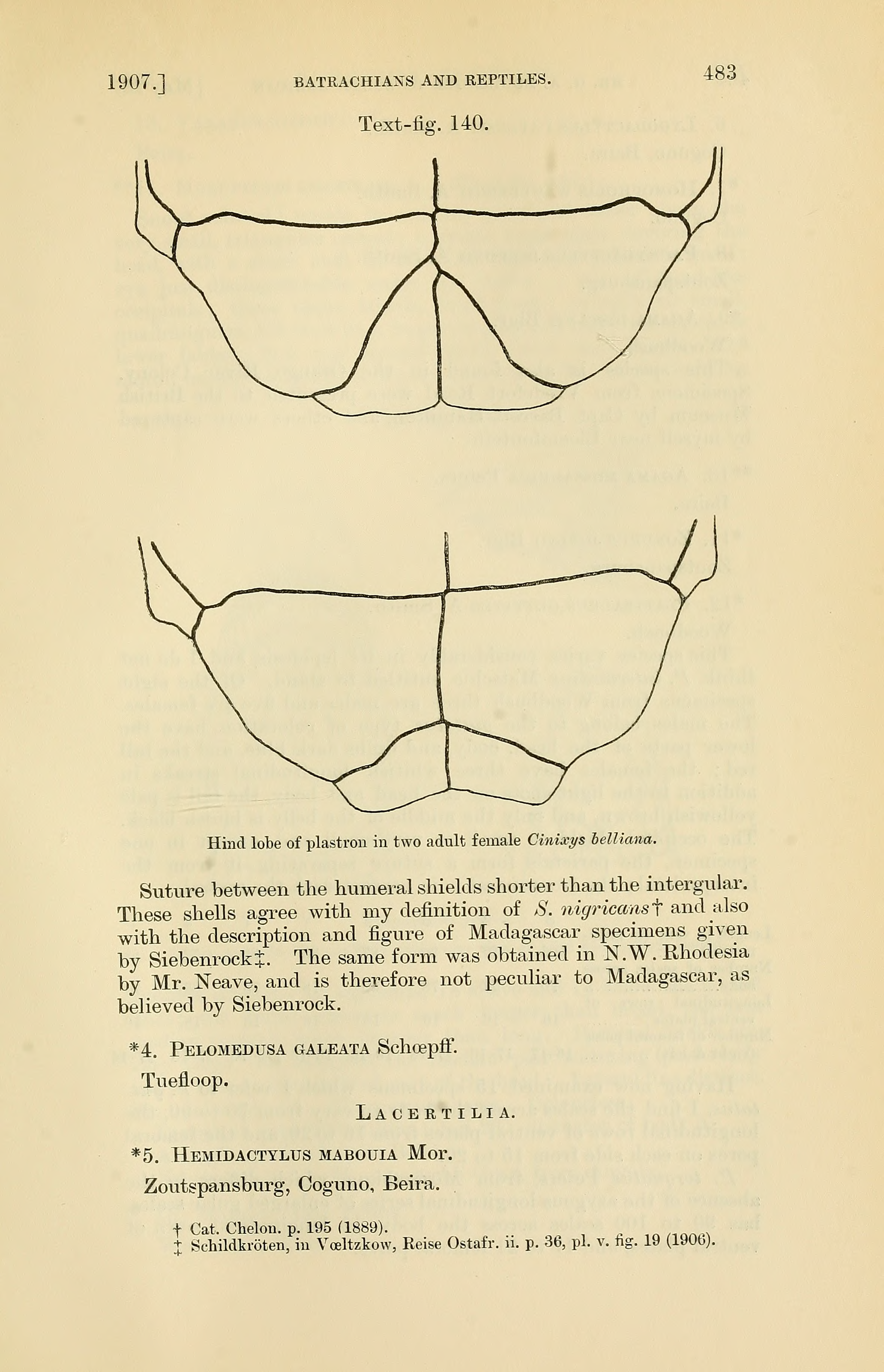